# Šluŋkkajávri
Šluŋkkajávri o Sluņkajávrre es un lago ubicado en el municipio de Hamarøy en la provincia de Nordland, Noruega.  El lago se encuentra a unos 20 kilómetros al sureste del pueblo de Tømmerneset.  El gran lago Rekvatnet se ubica justo al del oeste de este lago.  El término -jávri o -jávrre es la palabra lago en lengua sami.